# 柳巷镇
柳巷镇，是中华人民共和国安徽省滁州市明光市下辖的一个乡镇级行政单位。

## 行政区划
柳巷镇下辖以下地区：
柳巷村、桃溪村、义集村、淮宁村、丁坝村、浮山村、陶桥村和里涧村。